# Bernard Bonne
 (octobre 2011).
Si vous disposez d'ouvrages ou d'articles de référence ou si vous connaissez des sites web de qualité traitant du thème abordé ici, merci de compléter l'article en donnant les références utiles à sa vérifiabilité et en les liant à la section « Notes et références ».
Bernard Bonne, né le 18 septembre 1948 à Roanne (Loire), est un homme politique français.
Il est président du conseil départemental de la Loire de 2008 à 2017 et est actuellement sénateur de la Loire depuis 2017.

## Biographie

### Carrière professionnelle et vie privée
Il exerce la profession de médecin généraliste depuis 1976.
En tant que médecin, il exerce au sein du corps des sapeurs-pompiers, comme capitaine puis commandant, et met en place des diplômes de médecine d’urgence.

### Carrière politique
Il est maire de Bourg-Argental de 1989 à 2008 et conseiller général du canton de Bourg-Argental de 1992 à 2015. 
De 2007 à 2012, il est suppléant du député Dino Cinieri. Il est élu président du conseil général de la Loire en 2008.
En mars 2015, il est élu conseiller départemental du canton du Pilat en tandem avec Valérie Peysselon. Le 2 avril suivant, il est réélu à la présidence du département.
Le 24 septembre 2017, il est élu sénateur de la Loire, arrivant en tête du scrutin avec 26,76% des voix.
Le 16 octobre 2017, Georges Ziegler (UDI) lui succède à la présidence du conseil départemental de la Loire,,.

### Positionnement au sein de la droite
Il soutient Alain Juppé pour la primaire française de la droite et du centre de 2016.
En mars 2017, dans le cadre de l'affaire Fillon, il renonce à soutenir le candidat Les Républicains François Fillon à l'élection présidentielle.
Il parraine Laurent Wauquiez pour le congrès des Républicains de 2017, scrutin lors duquel est élu le président du parti.

## Mandats

### Mandat parlementaire
- Depuis le 1er octobre 2017 : Sénateur de la Loire

### Mandats locaux
- mars 1989 - mars 2008 : maire de Bourg-Argental
- mars 1992 - 22 mars 2015 : conseiller général du canton de Bourg-Argental
- 1994 - 2008 : vice-président du conseil général de la Loire chargé des affaires sociales
- mars 1995 - mars 2008 : président de la communauté de communes des Monts du Pilat
- 20 mars 2008 - 16 octobre 2017 : président du conseil départemental de la Loire (réélu en 2015)
- Depuis le 29 mars 2015 : conseiller départemental du canton du Pilat

## Décoration

### Décoration française
- Chevalier de la Légion d'honneur (10 avril 2009)[11]